# Žralok modrý
Žralok modrý (Prionace glauca), někdy též žralok modravý či žraloun modravý, je druh živorodého žraloka dosahující délky více než 3 metry a váhy okolo 200 kg. Obývá hlubší, zejména chladné vody mírného a tropického pásu, ve kterých se dokáže potopit až do hloubky 350 metrů (obvykle okolo 200 m). Jedná se spíše o nočního lovce, který se živí převážně chobotnicemi, ale nepohrdne ani rybami, mořskými savci či ptáky. Druh je i přes své celosvětové rozšíření ohrožen, jelikož je komerčně loven. Odhady hovoří o 10–20 milionech každoročně ulovených žraloků. Proto je Mezinárodním svazem ochrany přírody (IUCN) hodnocen jako téměř ohrožený.

## Výskyt a habitat
Žije v rozsáhlých oblastech Světového oceánu a vyjma Severního ledového oceánu a Jižního oceánu se vyskytuje ve všech ostatních do hloubky až 350 metrů. Jedná se o pelagický druh, preferuje otevřené vody mírného až tropického pásu o teplotách 7–20 °C, a při migraci využívá mořských proudů (např. z Ameriky do Evropy se dostává pomocí Golfského proudu). Obzvláště v tropech se pohybuje ve větších hloubkách, jinde se ale může ukázat u břehu. Člověku není nebezpečný (z dlouhodobého hlediska je prakticky neškodný, útočí opravdu jen velmi zřídka).

### Ohrožení
Ačkoli žralok modrý obývá velmi rozsáhlé území, jeho populace jsou ohroženy, přičemž hlavní příčinnou je nadměrný komerční lov (ani ne tak pro maso, jako pro ploutve a kůži). Pokud člověk nejeví zájem přímo o něj, často je usmrcen také tím, že se zachytí i do jiných rybářských sítí, které slouží pro jiné mořské živočichy. Odhadem tím každoročně zahyne 10–20 milionů žraloků. Další hrozbou (a to i z hlediska člověka) může být kumulace těžkých kovů, především olova, v tělech těchto žraloků.

## Fyzické vlastnosti

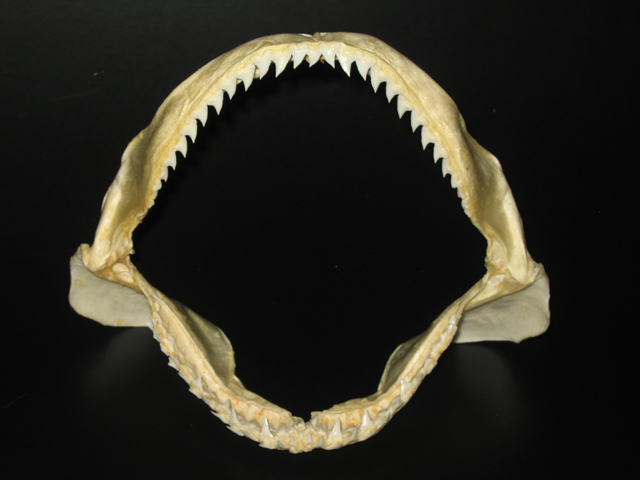
Kostra rozevřené čelisti žraloka modrého

Žralok modrý má typické protáhlé hydrodynamické tělo s nápadně dlouhým špičatým rypcem. Už podle názvu vyniká jasně modrým zbarvením na bocích a hřbetě. Vyniká velkýma tmavýma očima. Podobně jako u ostatních žraloků je pokryt hladkou šupinatou kůží s malými zoubky. Samice ji má ale oproti samcům až třikrát silnější, neboť se do ní během kopulace zakusují. Na hřbetě se nachází dvojice ploutví, první hřbetní ploutev je značně větší než druhá ležící mezi prsní a ocasní ploutví.
Podobně jako jiní žraloci má vysoce rozvinutý čich, zrak a hmatový smysl. Na spodní straně čenichu má navíc elektroreceptory, takzvané Lorenziniho ampule, které detekují elektromagnetická pole, jenž vytváří pohybující se svaly živé kořisti. Na krátkou vzdálenost tak dokáže rozpoznat i nehybného živočicha, kterého prozradí pouhý tlukot srdce.
Obvykle dosahuje váhy 100–200 kg (vzácně zřejmě až ke 400 kg, ovšem nejvyšší údajná hmotnost 391 kg byla ustavena výpočtem nikoli zvážením) a délky těla 1,8–3,8 metru (předpokládá se, že může dosáhnout i čtyř metrů). Samice rostou do větších rozměrů než samci.
Jedná se o první druh žraloka, na kterém byl testován tzv. „protižraločí oděv“ v podobě oblečení z kovových kroužků.

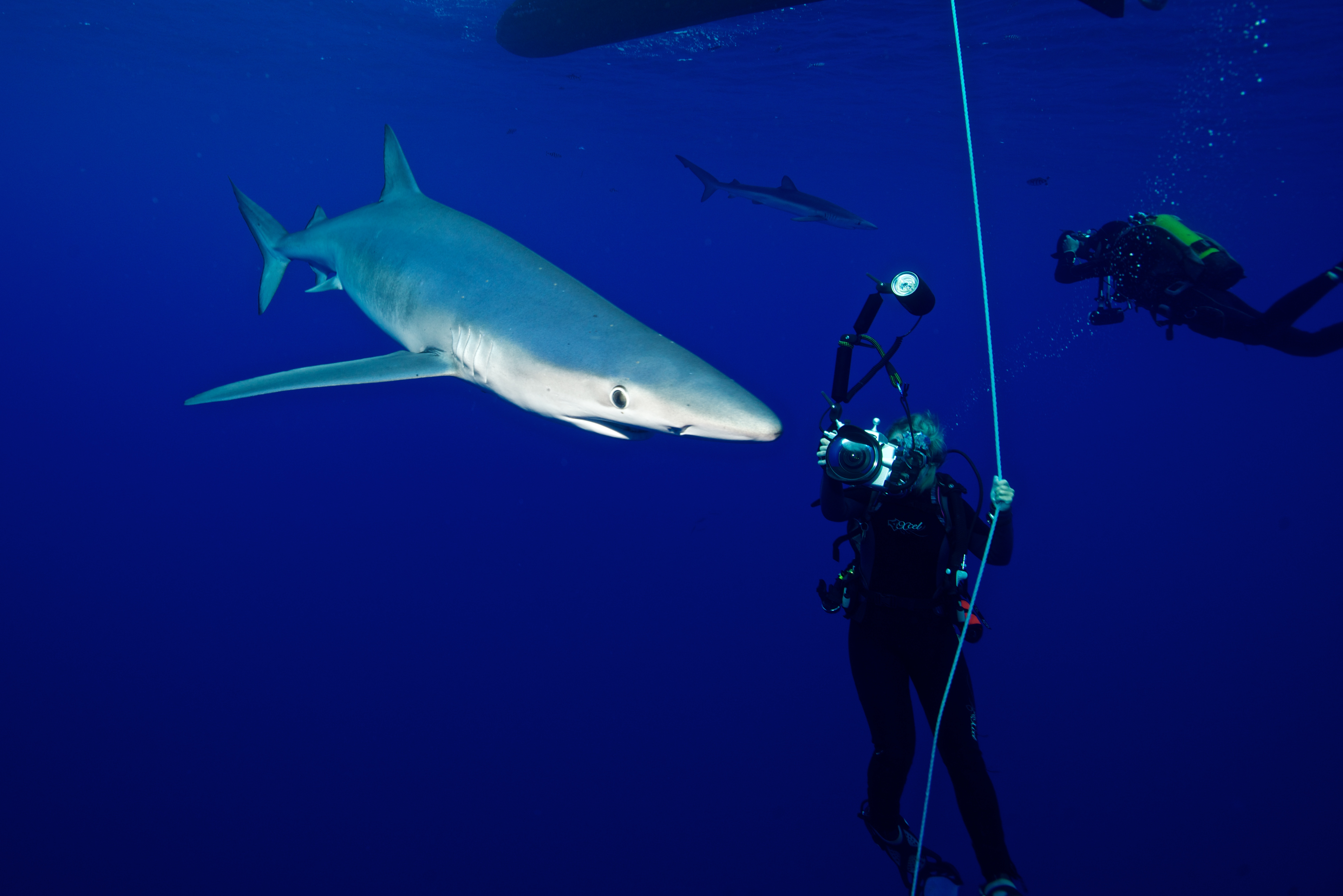
Žralok modrý je přirozeně zvědavý a kontaktní, ale agresivní prakticky vůbec není

## Biologie

### Rozmnožování, dožití
Žralok modrý je živorodý druh. Během kopulace se samec zakusuje do hřbetu samice, mezi první a druhou hřbetní ploutví. K inseminaci dojde zasunutím samčího orgánu do urogenitálního otvoru samice. Po páření samec partnerku opouští. Samice je březí 9–12 měsíců a rodí 25–130 mláďat (někdy i podstatně méně, v závislosti na věku a velikosti jedince), v severním Pacifiku obvykle v období od prosince do dubna. Žralok modrý je ihned po narození samostatný a přibližně 35–44 cm dlouhý. Dospěje ve věku asi 4–6 let, při délce těla kolem dvou metrů. Dožít se může 15–16 let (příležitostně i 20 let), v zajetí podstatně méně, asi 8 let, kvůli nedostatečným podmínkám.

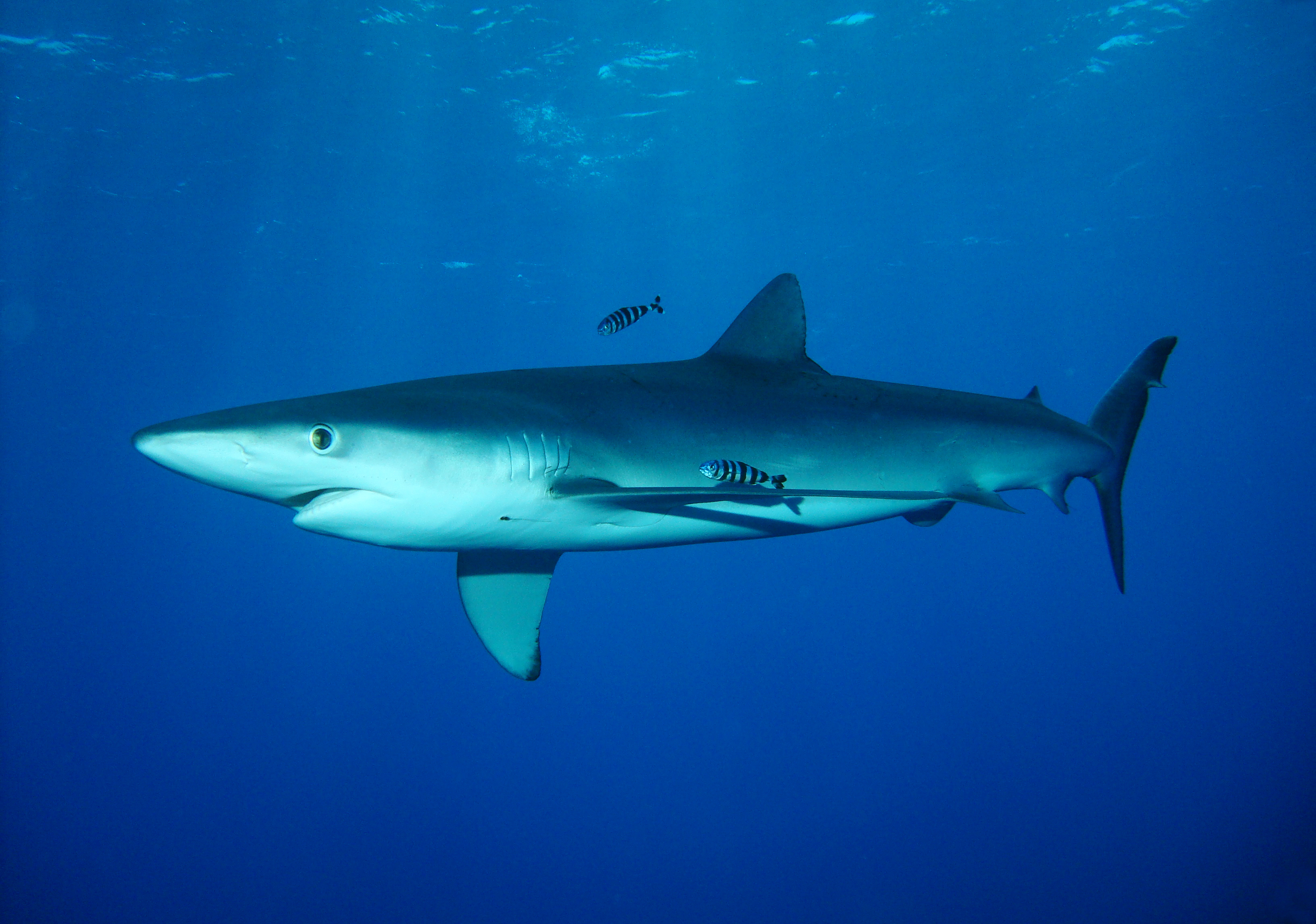
Při jeho cestách je často následován lodivodem mořským

### Přirození nepřátelé, paraziti, soužití
Kromě člověka, je tento druh napadán jinými většími žraloky (např. žralokem bílým a žralokem mako), kosatkou dravou a lachtanem kalifornským.
Žralok modrý může hostit několik druhů parazitů, například Kroyeria carchariaeglauci, Kroyeria lineata, Pandarus floridanus, Phyllothereus cornutus a mnoho dalších, a při svých putováních je často doprovázen lodivodem mořským.

### Potrava
Žralok modrý je spíše noční predátor a jeho častou potravou jsou chobotnice, sépie, olihně, humři, krevety, krabi, menší příbuzní, ryby žijící v hejnech (např. makrely, sledi, tresky, tuňáci), mořští savci a příležitostně i ptáci. Je známo 13 případů nevyprovokovaného útoku na člověka, z toho byly 4 smrtelné. 